# 程金冠
程金冠（1913年1月3日—2000年5月1日）是中国短跑运动员，出生于上海，与同一时期（1930年代）的另一短跑名将遼寧省的刘长春并称为“北刘南程”。他代表中国参加了1936年的柏林奥运会的100米、200米和400米栏三個項目的比赛。

## 國際大型運動賽會
| 年   | 賽事               | 舉辦城市 | 名次 | 項目          | 記錄           |
| ---- | ------------------ | -------- | ---- | ------------- | -------------- |
| 1936 | 夏季奧林匹克運動會 | 德国柏林 | 4h8  | 100公尺       |                |
| 1936 | 夏季奧林匹克運動會 | 德国柏林 | 5h4  | 200公尺       |                |
| 1936 | 夏季奧林匹克運動會 | 德国柏林 | 6h2  | 4×100公尺接力 | 44.8秒（手動） |

## 生平
程金冠出生於上海，中學時代已在體育界嶄露頭角，其後入讀東吳大學，與蔣介石養子蔣緯國是同學。1936年，在蔣緯國陪同下，找到時任江蘇省教育廳長的周佛海，獲得一筆行裝費以資鼓勵，程金冠才得以出席柏林奧運會。
1936年的柏林奥运会，國民政府派出了69名運動員，參加100米跑、游泳、足球、單車等9個項目，是中國第一次派出代表團全面參加奧運會（1932年洛杉磯奧運僅派出劉長春一人參加）。由於當年交通不發達，要由上海出發，乘船到意大利威尼斯，再轉乘火車到德國，歷時27天，在開幕前一星期才到達，舟車勞頓令體能損耗嚴重，無法發揮應有水準，程金冠與劉長春、傅金城參加男子100米均在預賽便遭到淘汰。
1994年，程金冠應邀到台北訪問，相隔半個世紀之後，再與老同學蔣緯國見面。

## 外部連結
- 程金冠在国际奥林匹克委员会的资料